# Alias Ladyfingers
Alias Ladyfingers er en amerikansk stumfilm fra 1921 af Bayard Veiller.

## Medvirkende
- Bert Lytell som Robert Ashe
- Ora Carew som Enid Camden
- Frank Elliott som Justin Haddon
- Edythe Chapman som Rachel Stetherill
- DeWitt Jennings som Ambrose
- Stanley Goethals som Robert Ashe